# Maxwell Lewis
Maxwell Lewis (Las Vegas, Nevada; 27 de julio de 2002) es un baloncestista estadounidense que pertenece a la plantilla de los Brooklyn Nets de la NBA. Con 2,01 metros de estatura, juega en la posición de alero.

## Trayectoria deportiva

### Universidad
Jugó dos temporadas con los Waves de la Universidad Pepperdine, en las que promedió 14,6 puntos, 4,7 rebotes, 2,2 asistencias y 1,0 robos de balón por partido. Al término de su primera temporada fue incluido en el mejor quinteto freshman de la West Coast Conference, mientras que la temporada siguiente lo fue en el segundo mejor quinteto de la conferencia.
El 20 de marzo de 2023 se declaró elegible para el draft de la NBA, renunciando así a su elegibilidad como universitario.

#### Estadísticas
| Año     | Equipo     | PJ | PT | MPP  | %TC  | %3P  | %TL  | RPP | APP | ROB | TPP | PPP  |
| ------- | ---------- | -- | -- | ---- | ---- | ---- | ---- | --- | --- | --- | --- | ---- |
| 2021–22 | Pepperdine | 21 | 2  | 19.5 | .422 | .363 | .804 | 3.2 | 1.2 | 1.1 | .5  | 11.0 |
| 2022–23 | Pepperdine | 31 | 31 | 31.4 | .468 | .348 | .787 | 5.7 | 2.8 | .8  | .8  | 17.1 |
| Total   | Total      | 52 | 33 | 23.6 | .453 | .354 | .791 | 4.7 | 2.2 | 1.0 | .7  | 14.6 |

### Profesional
Fue elegido en la cuadragésima posición del Draft de la NBA de 2023 por los Denver Nuggets, pero sus derechos fueron traspasados posteriormente a Los Angeles Lakers.
El 29 de diciembre de 2024 es traspasado a Brooklyn Nets junto con D'Angelo Russell a cambio de Dorian Finney-Smith, Shake Milton y tres futuras segundas rondas del Draft.

## Estadísticas de su carrera en la NBA

### Temporada regular
| Año     | Equipo      | PJ | PT | MPP  | %TC  | %3P  | %TL  | RPP | APP | ROB | TPP | PPP |
| ------- | ----------- | -- | -- | ---- | ---- | ---- | ---- | --- | --- | --- | --- | --- |
| 2023-24 | L.A. Lakers | 34 | 0  | 3.0  | .190 | .111 | .667 | .1  | .2  | .1  | .0  | .3  |
| 2024-25 | L.A. Lakers | 7  | 0  | 4.1  | .333 | —    | —    | .3  | .3  | .1  | .0  | .6  |
| 2024-25 | Brooklyn    | 21 | 1  | 14.2 | .422 | .380 | .700 | 2.5 | .8  | .4  | .3  | 5.3 |
| Total   | Total       | 62 | 1  | 7.0  | .380 | .339 | .692 | 1.0 | .4  | .2  | .1  | 2.0 |